# افعل ما بوسعك
" افعل ما بوسعك " هي اغنية بواسطة بون جوفي . تم إصدارها لأول مرة في 23 تموز 2020 باعتبارها اغنية منفردة رابعة من البوم بون جوفي لعام 2020. تم اصدار نسخة جديدة من الاغنية بمشاركة المغنية جينيفر نيتلز من Sugerland كأغنية فردية في 23 أيلول 2020. يعد هذا التعاون الثاني بين جوفي و نيتلز بعد اغنية Who Say You Can't Go Home في عام 2006.

## خلفية
خلال الأيام الأولى من عمليات الإغلاق بسبب فيروس كورونا المستجد (كوفيد-19) ، بدلاً من تشغيل الأغنية كاملة، عزف بون جوفي المقطع الأول والكورس فقط ثم طلب من المعجبين كتابة المقطع الخاص بهم وإخبار قصتهم. حصل على آلاف القصائد الشعرية التي أنشأها المعجبون على وسائل التواصل الاجتماعي . تم تقديم النسخة النهائية من الأغنية، التي كتبها بون جوفي، على الهواء مباشرة في حفل Jersey4Jersey الخيري ، والذي جمع ستة ملايين دولار لولاية نيوجيرسي التي تضررت بشدة أثناء الوباء.

## فيديو موسيقي
تم رفع فيديو الاغنية في 25 اب 2020. و الاغنية و الفيديو عبارة عن تكريم للمواطنين و العمال في مدينة نيويورك لجهودهم المبذولة خلال جائحة كورونا. تم اصدار الفيديو الذي تظهر فيه جينيفر نيتلز في 18 أيلول 2020.

## المخططات البيانية

### الرسوم البيانية الأسبوعية
| الرسم البياني (2020) | قمة موضع |
| -------------------- | -------- |
| 11                   |          |

### مخططات نهاية العام
| الرسم البياني (2020)                       | موضع |
| ------------------------------------------ | ---- |
| موسيقى معاصرة أمريكية للبالغين ( بيلبورد ) | 28   |